# Farkas György (politikus)
Farkas György (Mogyoród, 1908. április 23. – Gödöllő, 1991. május 21.) jogász, a KALOT Katolikus Népfőiskolai Mozgalom ügyvezető igazgatója, a Demokrata Néppárt országgyűlési képviselője.

## Élete

### Gyermek- és ifjúkora
A gazdálkodó Farkas János és Kamarás Teréz kilencedik gyermeke. Római katolikus vallásban nevelkedett.
Az elemi iskolát Mogyoródon végezte, majd a helybéli plébános javaslatára a gödöllői premontrei gimnáziumba íratták, ahol 1928-ban érettségizett. Tanulmányait a Királyi Magyar Pázmány Péter Tudományegyetem Jogtudományi Fakultásán folytatta, ahol 1935-ben szerezte meg a jogtudományi doktorátust.

### Közéleti tevékenysége 1945 előtt
Az egyetem elvégzése után Kerkai Jenő jezsuita szerzetessel és Ugrin Józseffel együtt Szegeden megszervezték a KALOT-ot. 1935 és 1939 között a mozgalom ügyvezető titkára. 1939-től részt vett a Magyar Dolgozók Országos Hivatásszervezete munkájában is, az egyesület agrárfőtitkárságának vezetőjeként dolgozott. 1942-től 1946-ig a KALOT érdi népfőiskolájának igazgatója.

### Politikai pályája a háború után
A koalíciós időszakban lehetőség nyílt számára is, hogy eddigi katolikus-keresztény mozgalmi tevékenységét a pártpolitikai életben folytassa tovább. Belépett a Demokrata Néppártba. Egyike volt azoknak a politikusoknak, akik az 1945. november 4-i nemzetgyűlési választáson a Független Kisgazdapárt listáján DNP-sként jutottak mandátumhoz. Pártpolitikai és parlamenti munkája mellett 1946 októberétől a Magyar Parasztszövetség szervezési osztályát vezette.
Az 1947. augusztus 31-i országgyűlési választásokon már indulhatott a Demokrata Néppárt színeiben, a Veszprém vármegyei választókerületben szerzett képviselői mandátumot. 1947 októberében az Országgyűlés egyik jegyzőjévé választották. Barankovics István személyes kérésére magára vállalta azt a kényes feladatot, hogy 1948 márciusában a DNP hivatalos szónokaként elmondta a magyar–szovjet barátsági, együttműködési és kölcsönös segítségnyújtási egyezmény törvénybe iktatását támogató beszédet, a népek barátságát hangsúlyozva.

### A Rákosi-, majd a Kádár-korszakban
Mandátumának lejárta után teljesen visszavonult a politikától, mégis politikai múltja miatt folyamatosan érték zaklatások, és közel másfél évtizedig
nem juthatott képzettségének megfelelő munkához. Munkásként és napszámosként volt kénytelen munkát vállalni. 1962-ben azonban Dobi István, az Elnöki Tanács elnökének közbenjárására, aki egykor az érdi népfőiskola hallgatója volt, az Ikarus vállalatnál végre végzettségéhez illő munkához jutott.
Az 1956-os forradalom kitörésekor bár beteg volt, mégis felutazott Budapestre, amikor szóba került a DNP újjáalakítása és részt vett a párt elindításával kapcsolatos megbeszéléseken.
A hatvanas években aztán munkája mellett helytörténeti kutatással is kezdett foglalkozni. Megírta szülőfaluja, Mogyoród történetét. Két néprajzi munkájával országos díjat nyert. 1975-től tagja lett a Hazafias Népfront helytörténeti és krónikaírói szakosztályának, 1983-ban a Magyar Történelmi Társulat tagjai sorába választotta.

### A rendszerváltáskor
Az újjáalakult Demokrata Néppárt, azaz Kereszténydemokrata Néppárt mint a párt volt országgyűlési képviselőjét az országos pártvezetés tiszteletbeli tagjává választotta, valamint megkapta a Barankovics-emlékérmet.

## Fő művei
- Vezérkönyv agrárifjúsági vezetők számára, Budapest-Szeged, 1937
- Hol a parasztság helye?, Budapest, 1941
- Mezőgazdasági munkások, ismerjétek meg jogaitokat!, Budapest, 1940
- Mogyoródi évszázadok, Aszód, 1979
- Gidres-gödrös Mogyoród, Mogyoród, 1988
- A KALOT-mozgalom és népfőiskolái, Érdi Polgárok Népfőiskolája, Érd, 1992, ISBN 9630424037)